# Pleurodema brachyops
Pleurodema brachyops е вид жаба от семейство Leiuperidae. Видът не е застрашен от изчезване.

## Разпространение
Разпространен е в Аруба, Бразилия, Венецуела, Гвиана, Колумбия и Панама. Внесен е в Бонер, Кюрасао, Саба и Сен Естатиус.

## Описание
Популацията на вида е стабилна.